# Claudine Jamagne
Pour les articles homonymes, voir Jamagne.
Claudine Jamagne, née en 1943 à Boitsfort, est une artiste peintre et dessinatrice belge, illustratrice de nombreux recueils des poètes surréalistes en Belgique.

## Biographie
Avec Tom Gutt qu'elle épousera en 1966 Claudine Jamagne rencontre dès 1963 Louis Scutenaire et Irène Hamoir qui, dans les années 1970 et 1980, séjournent plusieurs fois dans leur maison de Provence. À partir de 1970 Claudine Jamagne illustre leurs ouvrages que publie régulièrement Gutt. En 1972 Scutenaire lui dédie Onze poésies courtes, qu'elle illustre de trois dessins. Elle accompagne semblablement de nombreux recueils de Gutt et est présente dans de nombreux numéros du Vocatif. En 1974 Scutenaire qui la considère comme sa « fille naturelle, illégitime, adultérine » et Irène Hamoir préfacent une exposition qu'elle présente à Bruxelles. À partir des années 1960, Claudine Jamagne a participé à toutes les publications et expositions des surréalistes belges. Après la mort de Scutenaire Irène Hamoir la désigne, en cas d'empêchement de Gutt, comme exécuteur testamentaire pour son legs au Musée de Bruxelles.

## Illustrations (bibliographie sélective)
- Louis Scutenaire, Devoirs de vacances, Bruxelles, 1970.
- Tom Gutt, La Désertion permanente, Bruxelles, 1970.
- [Irène Hamoir], Ithos, Leyden, 1971.
- Louis Scutenaire, Les Jours dangereux, les nuits noires, Bruxelles, 1972.
- Louis Scutenaire, Onze poésies courtes pour Claudine, Bruxelles, 1972.
- Tom Gutt, La Désertion permanente, Bruxelles, 1973.
- Jacques Maître [Jacques Wergifosse], Ode brève, Bruxelles, 1974.
- Tom Gutt, Tiens ma main, Bruxelles, 1975.
- Tom Gutt, Le Champ de la mer morte, Bruxelles, 1976.
- Louis Scutenaire, Mes Inscriptions II, Bruxelles, 1976.
- Irine [Irène Hamoir], Corne de brume, Bruxelles, 1976.
- Marcel Mariën, Le Beau rôle, Bruxelles, 1977.
- Tom Gutt, Le Secrétaire perpétuel, précédé de Sribain de voyage, Bruxelles, 1977.
- Roger Kerger, Le Paravent du printemps, Bruxelles, 1985.

## Sur Claudine Jamagne
: source utilisée pour la rédaction de cet article
- Claudine Jamagne, Dominique Libert, textes de Louis Scutenaire, Irine, Michel Thyrion, Marcel Mariën, Tom Gutt, Galerie La marée, Bruxelles, 1975.
- Irène, Scut, Magritte & C°, Bruxelles, Musées royaux des beaux-arts de Belgique, 1996, 558 p.
- Xavier Canonne, Le surréalisme en Belgique, 1924-2000, Fonds Mercator, Bruxelles, 2006  (ISBN 90-6153-659-6); Actes Sud, Paris, 2007, 352 p  (ISBN 9782742772094)